# Danh sách nhà văn tiếng Đức
Danh sách này bao gồm tên của các nhân vật (thuộc bất kỳ dân tộc hoặc quốc tịch nào) đã viết các tác phẩm hư cấu, tiểu luận hoặc kịch bằng tiếng Đức. Danh sách này bao gồm các nhân vật còn sống và đã qua đời.
Hầu hết các nhà văn hời Trung Cổ được sắp xếp theo thứ tự bảng chữ cái tên của họ chứ không phải theo biệt hiệu của họ.
Viết tắt: tác phẩm cho thiếu nhi (ch), kịch (d), hư cấu (f), phi hư cấu (nf), thơ (p)

## A
Thomas Abbt (1738–1766, nf)
Johann Christoph Adelung (1732–1806, nf)
Konrad Adenauer (1876–1967, nf)
Rudolf Agricola (1494–1566, nf)
Ilse Aichinger (1921–2016, p/f/d)
Hermann Allmers (1821–1902, p)
Peter Altenberg (1859–1919, nf/p)
Jean Améry (1912–1978, nf)
Alfred Andersch (1914–1980, nf/f)
Lou Andreas-Salomé (1861–1937, nf)
Stefan Andres (1906–1970, f)
Ernst Angel (1895–1986, p/nf/d)
Angelus Silesius, bút danh của Johann Scheffler (1624–1677, p)
Ludwig Anzengruber (1839–1889, d/f/p)
Johann August Apel (1771–1816, f)
Ernst Moritz Arndt (1769–1860, nf/p)
Achim von Arnim (1781–1831, p/f)
Bettina von Arnim (1785–1859, nf/f)
Gottfried Arnold (1666–1714, nf)
Jean Arp (1887–1966, p)
Hans Carl Artmann (1921–2000, f/nf/p)
Raoul Auernheimer (1876–1948, nf)
Rose Ausländer (1901–1988, p)

## B
Ingeborg Bachmann (1926–1973, p/d)
Amalie Baisch (1859–1904)
Hugo Ball (1886–1927, p)
Zsuzsa Bánk (born 1965, f)
Ernst Barlach (1870–1938, nf)
Janos Bardi (1923–1990, f/nf)
Adolf Bartels (1862–1945, nf/p/d)
Wilhelm Bauberger (1809-1883, f)
Johann Bernhard Basedow (1723–1790, nf/ch)
Vicki Baum (1888–1960, f)
Johannes R. Becher (1891–1958, f/p)
Jurek Becker (1937–1997, f)
Michael Beheim (1416 – c. 1474, p)
Albrecht Behmel (sinh 1971, f/nf/d)
Maria Beig (1920–2018, f)
Hans Bender (1907–1991, nf)
Walter Benjamin (1892–1940, nf)
Gottfried Benn (1886–1956, p/nf)
Werner Bergengruen (1892–1964, f/p)
Thomas Bernhard (1931–1989, f/d/p)
August Ferdinand Bernhardi (1769–1820, nf)
Peter Bichsel (sinh 1935, nf/p)
Jakob Bidermann (1578–1639, d/nf)
Wolf Biermann (sinh 1936, p)
Johannes Bobrowski (1917–1965, p/f)
Johann Jakob Bodmer (1698–1783, nf)
Jakob Böhme (1575–1624, nf)
Margarete Böhme (1867–1939, f)
Heinrich Böll (1917–1985, f)
Wolfgang Borchert (1921–1947, d/p/f)
Nicolai Borger (sinh 1974, d)
Nicolas Born (1937–1979, p/f)
Ludwig Börne (1786–1837, nf)
Bas Böttcher (sinh 1974, p)
Adolf Brand (1874–1945, nf)
Mark Brandis (1931–2000, f)
Willy Brandt (1913–1992, nf)
Sebastian Brant (1457–1521, nf)
Axel Brauns (sinh 1963, nf/f)
Bertolt Brecht (1898–1956, d/p)
Willi Bredel (1901–1964, nf)
Clemens Brentano (1778–1842, p/f)
Rolf Dieter Brinkmann (1940–1975, p/f/nf)
Hermann Broch (1886–1951, f/nf/p)
Barthold Heinrich Brockes (1680–1747, p)
Georg Büchner (1813–1837, d/p/nf)
Hermann Burger (1942–1989, p/f/nf)
Gottfried August Bürger (1747–1794, p)
Christine Busta, bút danh của Christine Dimt (1915–1987, p)

## C
Joachim Heinrich Campe (1746–1818, nf)
Elias Canetti (1905–1994, f/d/nf)
Erwin Carlé (1876–1923, nf)
Hans Carossa (1878–1956, f/p)
Ignaz Franz Castelli, bút danh Bruder Fatalis (1781–1862, d/p)
Elisabeth Castonier (1894–1975, nf/ch)
Paul Celan, bút danh của Paul Antschel (1920–1970, p)
Conrad Celtis (1459–1508, nf/p)
C. W. Ceram, bút danh của Kurt W. Marek (1915–1972, nf)
Adelbert von Chamisso (1781–1838, p/nf)
Helene Christaller (1872–1953, f/ch)
Hanns Cibulka (1920–2004, p/nf)
Oscar Walter Cisek (1897–1966, f/p/nf)
Matthias Claudius (1740–1815, p/nf)
Heinrich Joseph von Collin (1772–1811, d)
Hedwig Courths-Mahler (1867–1950, f)
Wolf-Ulrich Cropp (sinh 1941, nf/f)
Alfons von Czibulka (1888–1969, f/nf)

## D
Simon Dach (1605–1659, p)
Felix Dahn (1834–1912, nf/p)
Erich von Däniken (sinh 1935, nf)
Jason Dark (sinh 1945, f)
Clark Darlton (1920–2005, f), bút danh của Walter Ernsting
Max Dauthendey (1867–1918, nf)
Henriette Davidis (1801–1876, nf)
Franz Josef Degenhardt (1931–2011, p/f)
Richard Dehmel (1863–1920, p/nf)
Michael Denis (1729–1800, p/nf)
Lorenz Diefenbach (1806–1883, nf)
Dietmar von Aist (1140–1171, p)
Franz von Dingelstedt (1814–1881, p/d)
Artur Dinter (1876–1948, nf)
Alfred Döblin (1878–1957, f/nf)
Heimito von Doderer (1896–1966, p/f)
Hilde Domin, bút danh của Hilde Palm (1909–2006, p/nf)
Hans Dominik (1872–1945, f/nf)
Marion Dönhoff (1909–2002, nf)
Doris Dörrie (sinh 1955, f)
Tankred Dorst (1925–2017, d)
Annette von Droste-Hülshoff (1797–1848, p/f)
Slatan Dudow (1903–1963, d)
Friedrich Dürrenmatt (1921–1990, d/f/nf)
Karen Duve (sinh 1961, f/nf)

## E
Johann Eberlin von Günzburg (c. 1470–1533, nf)
Georg Ebers (1837–1898, nf/f)
Karl Egon Ebert (1801–1882, p)
Marie von Ebner-Eschenbach (1830–1916, f)
Dietrich Eckart (1868–1923, p/d/nf)
Johann Peter Eckermann (1792–1854, p/nf)
Meister Eckhart (khoảng 1260 – khoảng 1328, nf)
Ernst Eckstein (1845–1900, f/nf/p)
Wiebke Eden (sinh 1968, nf/f)
Werner Eggerath (1900–1977, nf)
Werner Egk (1901–1983, d/nf)
Albert Ehrenstein (1886–1950, p/nf)
Günter Eich (1907–1972, p/d)
Joseph Freiherr von Eichendorff (1788–1857, p/f/d)
Ludwig Eichrodt (1827–1892, p/d)
Carl Einstein (1885–1940, nf)
Siegfried Einstein (1919–1983, p/f/nf)
Carolin Emcke (sinh 1967, nf)
Michael Ende (1929–1995, f/ch)
Johann Jakob Engel (1741–1802, d/nf)
Hans Magnus Enzensberger (sinh 1929, p/nf)
Mutlu Ergün (sinh 1978, nf)
Gustav Ernst (sinh 1944, d/f)
Paul Ernst (1866–1933, f/d/nf)
Andreas Eschbach (sinh 1959, f)
Ernst Wilhelm Eschmann (1904–1987, nf/d)
Richard Euringer (1891–1953, f/nf)
Hanns Heinz Ewers (1871–1943, p/nf/f)

## F
Ludwig Fahrenkrog (1867–1952, nf)
Johannes Daniel Falk (1768–1826, p)
Hans Fallada, bút danh của Rudolf Ditzen (1893–1947, f/nf)
Rainer Werner Fassbinder (1945–1982, d/nf)
Jörg Fauser (1944–1987, f/nf/p)
Gustav Theodor Fechner, bút danh Dr. Mises (1801–1887, nf)
Hans-Jorg Fecht (sinh 1957, nf)
Else Feldmann (1884–1942, f/d/nhà thơ), nạn nhân diệt chủng Quốc Xã
Kurt Feltz, bút danh Johnny Bartels (1910–1982, p)
Lion Feuchtwanger (1884–1958, f/d)
Renate Feyl (sinh 1944, f/nf)
Johannes Fiebag (1956–1999, nf)
Johann Fischart (1546–1590, nf)
Sebastian Fitzek (sinh 1971, f/nf)
Konrad Fleck (thế kỷ 13 c., p)
Marieluise Fleißer, bút danh của Marieluise Haindl (1901–1974, d/f/nf)
Paul Fleming (1609–1640, p)
Walter Flex (1887–1917, f/nf)
Gorch Fock, bút danh Jakob Holst và Giorgio Focco (1880–1916, f/d/p)
Hans Folz (c. 1437–1513, nf/f)
Theodor Fontane (1819–1898, nf/f)
Friedrich de la Motte Fouqué (1777–1843, f/d)
Hans Franck, bút danh của Hans Lützelburger (1879–1964, f)
Julia Franck (sinh 1970, f/nf)
Sebastian Franck (1499 – c. 1543, nf)
Bruno Frank (1887–1945, p/d)
Leonhard Frank (1882–1961, f/d)
Ludwig August Frankl (1810–1894, p)
Franzobel, bút danh của Franz Stefan Griebl (sinh 1967, f)
Karl Emil Franzos (1848–1904, f)
Frauenlob, bút danh của Heinrich von Meißen (1250/1260–1318, p)
Ferdinand Freiligrath (1810–1876, p/nf)
Gustav Frenssen (1863–1945, f)
Gustav Freytag (1816–1895, f/d)
Alfred Hermann Fried (1864–1921, nf)
Erich Fried (1921–1988, p/d/f)
Egon Friedell, bút danh của Egon Friedmann (1878–1938, nf/d)
Max Frisch (1911–1991, d/f)
Abraham Emanuel Fröhlich (1796–1865, p/nf)
Ludwig Fulda, bút danh của Ludwig Anton Salomon (1862–1939, d/f/ch)
Cornelia Funke (sinh 1958, ch)

## G
Philipp Galen, bút danh của Philipp Lange (1813–1899, f)
Ludwig Ganghofer (1855–1920, f)
Peter Gast (1854–1918, nf)
Emanuel Geibel (1815–1884, p/d)
Arno Geiger (sinh 1968, f)
Christian Fürchtegott Gellert (1715–1769, p)
Wilhelm Genazino (1943–2018, f/d)
Stefan George (1868–1933, p)
Paul Gerhardt (1602–1676, nf/p)
Robert Gernhardt (1937–2006, nf/p)
Friedrich Gerstäcker (1816–1872, f/nf)
Heinrich Wilhelm von Gerstenberg (1737–1823, p/nf)
Kerstin Gier (born 1966, f/ch)
Johannes Gilhoff (1861–1930, nf)
Franz Karl Ginzkey (1871–1963, p/ch)
Johann Rudolph Glauber (1604–1670, nf)
Friedrich Glauser (1896–1938, f)
Johann Wilhelm Ludwig Gleim (1719–1803, p)
Albrecht Goes (1908–2000, p/nf)
Johann Wolfgang von Goethe (1749–1832, p/d/f)
Rainald Goetz (born 1954, f/d/nf)
Melchior Goldast (1578–1635, nf)
Claire Goll (1891–1977, p/f)
Yvan Goll (1891–1950, p)
Bogumil Goltz (1801–1870, nf)
Friedrich Wilhelm Gotter (1746–1797, p/d)
Gottfried von Straßburg (died c. 1210, p/d)
Jeremias Gotthelf, bút danh của Albert Bitzius (1797–1854, f)
Johann Christoph Gottsched (1700–1766, nf)
Johann Nikolaus Götz (1721–1781, p)
Christian Dietrich Grabbe (1801–1836, d)
Oskar Maria Graf (1894–1967, nf)
Günter Grass (1927–2015, f/p/d)
Ferdinand Gregorovius (1821–1891, nf)
Felix Paul Greve (1879–1948, f)
Friedrich Griese (1890–1975, f/nf)
Franz Grillparzer (1791–1872, d/p)
Jacob Grimm (1785–1863, nf/ch)
Wilhelm Grimm (1786–1859, nf/ch)
Matthias T. J. Grimme (sinh 1953, nf)
Hans Jakob Christoffel von Grimmelshausen (1621–1676, f)
Hans Gross (1893–1981, nf)
Klaus Groth (1819–1899, p/f)
Anastasius Grün, bút danh của Anton Alexander Graf von Auersperg (1806–1876, p)
Andreas Gryphius (1616–1664, p/d)
Martin Grzimek (sinh 1950, f)
Anton-Andreas Guha (1937–2010, nf)
Martin Gumpert (1897–1955, nf)
Johann Christian Günther (1659–1723, p)
Albert Paris Gütersloh, bút danh của Albert Conrad Kiehtreiber (1887–1973, nf)
Karl Gutzkow (1811–1878, nf/f/d)

## H
Friedrich Wilhelm Hackländer (1816–1877, f)
Erich Hackl (sinh 1954, f)
Peter Hacks (1928–2003, d/nf)
Sebastian Haffner (1907–1999, nf)
Friedrich von Hagedorn (1708–1754, p)
Albrecht von Haller (1708–1777, nf/p)
Friedrich Halm, bút danh của Eligius von Münch-Bellinghausen (1806–1871, d/p/f)
Johann Georg Hamann (1730–1788, nf)
Joseph von Hammer-Purgstall (1774–1856, nf)
Peter Handke (sinh 1942, f/d/p)
Ferdinand Hanusch (1866–1923, f/nf)
Eberhard Werner Happel (1647–1690, nf/f)
Thea von Harbou (1888–1954, d/f)
Ernst Hardt, bút danh của Ernst Stöckhardt (1876–1947, d/p/f)
Georg Philipp Harsdörffer (1607–1658, p)
Otto Erich Hartleben (1864–1905, p/d)
Peter Härtling (1933–2017, p/f/nf)
Moritz Hartmann (1821–1872, p/f)
Petra Hartmann (sinh 1970, f/nf)
Hartmann von Aue (khoảng 1170 – khoảng 1220, p)
Walter Hasenclever (1890–1940, p/d)
Wilhelm Hasenclever (1837–1889, nf/f/p)
Wilhelm Hauff (1802–1827, p/f)
Gerhart Hauptmann (1862–1946, d/f)
Otto Hauser (1876–1944, nf)
Albrecht Haushofer (1903–1945, nf)
Marlen Haushofer (1920–1970, f)
Raoul Hausmann (1886–1971, p)
Adolf Hausrath, bút danh George Taylor (1837–1909, nf/f)
Gyula Háy (1900–1975, nf/d)
Friedrich Hebbel (1813–1863, p/d)
Johann Peter Hebel (1760–1826, f/p/nf)
Friedrich Heer (1916–1983, nf)
Heinrich Heine (1797–1856, p/nf)
Helme Heine (sinh 1941, ch)
Willi Heinrich (1920–2005, f)
Heinrich von Morungen (c. 1200–1222, p)
Heinrich von Veldeke (c. 1150–1190/1200, p)
Helmut Heißenbüttel (1921–1996, f/p)
Kurt Held, bút danh của Kurt Kläber (1897–1959, f/ch)
Ulrike Henschke (1830–1897, nf)
Luise Hensel (1798–1876, p/nf)
Wilhelm Herchenbach (1818–1889, ch)
Karoline Herder (1750–1809, nf)
Johann Gottfried Herder (1744–1803, p/nf)
Judith Hermann (sinh 1970, f)
Stephan Hermlin (1915–1997, f/nf/p)
Georg Herwegh (1817–1875, p)
Theodor Herzl (1860–1904, d/nf)
Wilhelm Herzog (1884–1960, nf/d)
Hermann Hesse (1877–1962, p/f)
Helius Eobanus Hessus, bút danh của Eoban Koch (1488–1540, p)
Georg Heym (1887–1912, p/nf/d)
Stefan Heym, bút danh của Hellmuth Flieg (1913–2001, nf)
Paul Heyse (1830–1914, f/d)
Wolfgang Hilbig (1941–2007, p/nf)
Wolfgang Hildesheimer (1916–1991, f/d)
Kurt Hiller (1885–1972, nf)
Theodor Gottlieb von Hippel (1741–1796, nf)
Rolf Hochhuth (1931–2020, d/f)
Fritz Hochwälder (1911–1986, d)
Jakob van Hoddis, bút danh của Hans Davidsohn (1887–1942, p)
E. T. A. Hoffmann (1776–1822, f)
Heinrich Hoffmann (1809–1894, nf/ch)
August Heinrich Hoffmann von Fallersleben (1798–1874, p/ch)
Gert Hofmann (1931–1993, nf)
Hugo von Hofmannsthal (1874–1929, f/p/d)
Robert Hohlbaum (1886–1955, f/d)
Franz Hohler (sinh 1943, nf/d)
Friedrich Hölderlin (1770–1843, p/nf)
Karl von Holtei (1798–1880, p)
Hans Egon Holthusen (1913–1997, p/nf)
Arno Holz (1863–1929, p/d)
Ludwig Heinrich Christoph Hölty (1748–1776, p)
Barbara Honigmann (sinh 1949, d/nf)
Axel Honneth (sinh 1949, nf)
Hans von Hopfen, bút danh của Hans Mayer (1835–1904, p/f)
Ödön von Horvath (1901–1938, d/f)
Hrabanus Maurus (c. 780–856, p/nf)
Ricarda Huch (1864–1947, nf/f/p)
Peter Huchel (1903–1981, p)
Norbert Hummelt (sinh 1962, p/nf)
Wilhelm Hünermann (1900–1975, nf)
Christian Friedrich Hunold (1681–1721, f/p)
Thomas Hürlimann (sinh 1950, d/f)
Hanns Dieter Hüsch (1925–2005, nf)
Ulrich von Hutten (1488–1523, nf/p)

## I
August Wilhelm Iffland (1759–1814, d)

## J
Heinrich Eduard Jacob (1889–1967, nf/f/d)
Friedrich Heinrich Jacobi (1743–1819, nf)
Johann Georg Jacobi (1740–1814, p/nf)
Ernst Jandl (1925–2000, p)
Jans der Enikel (fl. cuối thế kỷ 13, p/nf)
Tommy Jaud (sinh 1970, d/nf)
Jean Paul (Johann Paul Friedrich Richter) (1763–1825, f)
Elfriede Jelinek (sinh 1946, d/f)
Walter Jens (1923–2013, nf)
Wilhelm Jensen (1837–1911, f/p)
Johannes von Tepl (khoảng 1350 – khoảng 1415, p)
Albrecht von Johansdorf (khoảng 1185 – khoảng 1209, p)
Uwe Johnson (1934–1984, f/nf)
Hanns Johst (1890–1978, f/d/nf)
Ernst Jünger (1895–1998, nf)
Peter Stephan Jungk (sinh 1952, f)
Robert Jungk (1913–1994, nf)
Johann Heinrich Jung-Stilling, bút danh của Johann Heinrich Jung (1740–1817, nf)

## K
Franz Kafka (1883–1924, f)
Friedrich Kaiser (1814–1874, d/f)
Georg Kaiser (1878–1945, d)
Max Kalbeck (1850–1921, nf)
Mascha Kaléko (1907–1975, p)
David Kalisch (1820–1872, d/nf)
Wladimir Kaminer (sinh 1967, f/nf)
Hermann Kant (1926–2016, f/d)
Immanuel Kant (1724–1804, nf)
Franz Xaver Kappus (1883–1966, p/f/d)
Hellmuth Karasek (1934–2015, nf/f)
Ulrich Karger (born 1957, nf/ch)
Marie Luise Kaschnitz (1901–1974, f/nf/p)
Abraham Gotthelf Kästner (1719–1800, nf)
Erich Kästner (1899–1974, ch/p/nf)
Walter Kaufmann (born 1924–2021, f)
Helmut Käutner (1908–1980, d)
Daniel Kehlmann (sinh 1975, f/d)
Ernst Keil (1816–1878, nf)
Gottfried Keller (1819–1890, p/f/nf)
Hans Peter Keller (1915–1988, p)
Werner Keller (1909–1980, nf)
Friedrich Kellner (1885–1970, nf)
Walter Kempowski (1929–2007, f/nf)
Johannes Kepler (1571–1630, nf)
Justinus Kerner (1786–1862, p/nf)
Alfred Kerr, bút danh của Alfred Kempner (1867–1948, nf)
Judith Kerr (1923–2019, ch)
Irmgard Keun (1905–1982, f)
Eduard von Keyserling (1855–1918, f/d/nf)
Johann Gottfried Kinkel (1815–1882, p/d/nf)
Bodo Kirchhoff (sinh 1948, d/f)
Sarah Kirsch (1935–2013, p/nf)
Hans Hellmut Kirst (1914–1989, f)
Egon Erwin Kisch (1885–1948, f/nf)
Karin Kiwus (sinh 1942, p)
Johann Klaj (1616–1656, p/d)
Ewald Christian von Kleist (1715–1759, p)
Heinrich von Kleist (1777–1811, p/d/f)
Jochen Klepper (1903–1942, p/nf)
Ernst August Friedrich Klingemann (1777–1831, f/d)
Friedrich Maximilian Klinger (1752–1831, d/f)
Friedrich Gottlieb Klopstock (1724–1803, p/nf)
Alexander Kluge (sinh 1932, d/f/nf)
Ruth Klüger (sinh 1931, nf)
Hildegard Knef (1925–2002, nf)
Werner Koch (1926–1992, nf)
Matthias Koeppel (sinh 1937, p/nf)
Wolfgang Koeppen (1906–1996, f/nf)
Gerhard Kofler (1949–2005, p/nf)
Michael Köhlmeier (sinh 1949, p/f/nf)
Oskar Kokoschka (1886–1980, p/d/nf)
Gertrud Kolmar (1894–1943, p/nf), nạn nhân diệt chủng Quốc Xã
Leopold Kompert (1822–1886, f/nf)
Konrad von Würzburg (khoảng 1220–1287, p)
Heinz G. Konsalik, bút danh của Heinz Günther (1921–1999, f)
August Kopisch (1799–1853, p)
Paul Kornfeld (1889–1942, d/nf)
August von Kotzebue (1761–1819, f/d)
Christian Kracht (sinh 1966, f/nf)
Robert Kraft (1869–1916, f)
Karl Kraus (1874–1936, nf/d/p)
Helmut Krausser (sinh 1964, f/p/d)
Franz Xaver Kroetz (sinh 1946, d)
Friedrich Adolf Krummacher (1767–1845, nf/p)
Max Kruse (1921–2015, ch)
James Krüss (1926–1997, ch/p/d)
Alfred Kubin (1877–1959, f)
Adam Kuckhoff (1887–1943, f/nf)
Johannes Kuen (1606–1675, p)
Franz Theodor Kugler (1808–1858, nf)
Dayan Kodua (sinh 1980, nf), sinh ở Ghana
Johann Kuhnau (1660–1722, f/nf)
Michael Kumpfmüller (sinh 1961, nf/f)
Johann Kunckel (1630–1703, nf)
Thor Kunkel (sinh 1963, f)
Reiner Kunze (sinh 1933, p/nf)
Elisar von Kupffer (1872–1942, p/nf/d)
Hermann Kurz (1813–1873, p/f)
Isolde Kurz (1853–1944, p/f)
Kurt Kusenberg (1904–1983, f)

## L
Gustav Landauer (1870–1919, nf)
Karl Heinrich Lang (1764–1835, nf)
Katja Lange-Müller (sinh 1951, f/d)
Elisabeth Langgässer, bút danh của E. L. Hoffmann (1899–1950, p/f)
Sophie von La Roche (1730–1807, f)
Else Lasker-Schüler (1869–1945, p/f/d)
Kurd Laßwitz (1848–1910, f/nf)
Heinrich Laube (1806–1884, d/f)
Josef Lauff (1855–1933, p/d)
Christine Lavant (1915–1973, p)
Johann Kaspar Lavater (1741–1801, p/nf)
Richard Leander, bút danh của Richard von Volkmann (1830–1889, p/f)
Benjamin Lebert (sinh 1982, f/nf)
Gertrud von Le Fort (1876–1971, f/p/nf)
Nikolaus Lenau (1802–1850, p)
Ellen Lenneck, bút danh cho Helene Weichardt (1851–1880, f)
Michael Lentz (sinh 1964, p)
Jakob Michael Reinhold Lenz (1751–1792, p/d/nf)
Siegfried Lenz (1926–2014, f/nf/d)
Paul Leppin (1879–1945, f)
Alexander Lernet-Holenia (1897–1976, p/f/d)
Gotthold Ephraim Lessing (1729–1781, nf/d)
Reinhard Lettau (1929–1996, nf/f)
Rahel Levin (1771–1833, nf)
Fanny Lewald (1811–1889, f/nf)
Georg Christoph Lichtenberg (1742–1799, nf)
Herbert Lichtenfeld (1927–2001, d)
Alfred Lichtenstein (1889–1914, p/f)
Heinz Liepmann (1905–1966, f/nf)
Detlev von Liliencron (1844–1909, p/f)
Kurt Linck (sinh 1889, nf)
Paul Lindau (1839–1919, d/f)
Erich Loest (1926–2013, f/d)
Friedrich von Logau (1604–1655, p)
Daniel Casper von Lohenstein (1635–1683, d/nf/p)
Hermann Löns (1866–1914, f/nf/p)
Jakob Lorber (1800–1864, nf)
Rudolf Lorenzen (1922–2013, f)
Hieronymus Lorm, bút danh của Heinrich Landesmann (1821–1902, p/nf)
Ernst Lothar, bút danh của Ernst Lothar Müller (1890–1974, f)
Rudolf Lothar (1865–1933, d/f)
Emil Ludwig, bút danh của Emil Cohn (1881–1948, nf)
Otto Ludwig (1813–1865, d/f/nf)
Martin Luther (1483–1546, nf)
J. J. Lynx (khoảng 1900 – khuyết năm mất, nf)

## M
Paul Maar (sinh 1937, ch)
John Henry Mackay (1864–1933, nf)
Andreas Mand (sinh 1959, f/nf/d)
Erika Mann (1905–1969, nf)
Golo Mann (1909–1994, nf)
Heinrich Mann (1871–1950, f/nf)
Klaus Mann (1906–1949, f/nf)
Thomas Mann (1875–1955, f/nf)
Hans Marchwitza (1890–1965, p/nf)
Giwi Margwelaschwili (1927–2020, f/nf)
Karl von Marinelli (1745–1803, d)
Monika Maron (sinh 1941, f/nf)
Friedrich von Matthisson (1761–1831, p)
Fritz Mauthner (1849–1923, f/nf)
Karl May (1842–1912, f/nf/ch)
Marius von Mayenburg (sinh 1972, d)
Hans Mayer (1907–2001, nf)
Mechthild of Magdeburg (1210 – khoảng 1285, nf)
Christoph Meckel (sinh 1935, nf)
Miriam Meckel (sinh 1967, nf)
Selma Meerbaum-Eisinger (1924–1942, p), nạn nhân diệt chủng Quốc Xã
Walter Mehring (1896–1981, nf)
Wilhelm Meinhold (1797–1851, p/d/f)
Paul Melissus, bút danh của Schede (1539–1602, nf/p)
Robert Menasse (sinh 1954, f/nf)
Eva Menasse (sinh 1970, f/nf)
Moses Mendelssohn (1729–1786, nf)
Wolfgang Menzel (1798–1873, p/nf)
Pascal Mercier, bút danh của Peter Bieri (sinh 1944, nf)
Johann Heinrich Merck (1741–1791, nf)
Sophie Mereau (1770–1806, f/p)
Conrad Ferdinand Meyer (1825–1898, p/f)
Melchior Meyr (1810–1872, p/f/nf)
Gustav Meyrink, bút danh của Gustav Meyer (1868–1932, f/d)
Agnes Miegel (1879–1964, f/nf/p)
Jo Mihaly (1902–1989, f)
Waltraud Anna Mitgutsch (sinh 1948, f)
Klaus Modick (sinh 1951, nf)
Georg Mohr (1870–1928, nf)
Paul Möhring (1890–1976, nf)
Walter von Molo (1880–1958, f/d/nf)
Christian Morgenstern (1871–1914, p)
Irmtraud Morgner (1933–1990, f/nf)
Daniel Georg Morhof (1639–1691, nf)
Eduard Mörike (1804–1875, p/f)
Karl Philipp Moritz (1756–1793, nf/f)
Petra Morsbach (born 1956, f)
Johann Michael Moscherosch (1601–1669, nf)
Julius Mosen, bút danh của Julius Moses (1803–1867, p/d/f)
Johann Joseph Most (1846–1906, nf)
Hans Much (1880–1932, nf)
Erich Mühsam (1878–1934, nf/p/d)
Adam Heinrich Müller (1779–1829, nf)
Friedrich Müller (được gọi là Maler Müller) (1749–1825, p/d)
Heiner Müller (1929–1995, p/nf)
Herta Müller (sinh 1953, f/p/nf)
Inge Müller (1925–1966, nf)
Wilhelm Müller (được gọi là Griechen-Müller) (1794–1827, p)
Wolfgang Müller von Königswinter (1816–1873, f/p/nf)
Theodor Mundt (1808–1861, nf/f)
Thomas Murner (1475–1536, nf/p)
Johann Karl August Musäus (1735–1787, f)
Adolf Muschg (sinh 1934, f/nf)
Robert Musil (1880–1942, nf/f)

## N
Herbert Nachbar (1930–1980, f/d)
Neidhart von Reuenthal (khoảng 1190 – khoảng 1245, p)
Johann Nestroy (1802–1862, p/d)
Alfred Neumann (1895–1952, f/p/d)
Natias Neutert (1941–, f/p)
Eckhart Nickel (sinh 1966, nf)
Friedrich Nicolai (1733–1811, nf)
Ernst Niebergall (1815–1843, f/d)
Friedrich Nietzsche (1844–1900, nf/p)
Dieter Noll (1927–2008, f/p)
Ingrid Noll (sinh 1935, f)
Christine Nöstlinger (1936–2018, ch)
Helga M. Novak (1935–2013, p/f)
Novalis, bút danh của Friedrich von Hardenberg (1772–1801, p/nf)

## O
Martin Opitz (1597–1639, p)
Ernst Ortlepp (1800–1864, p)
Andreas Osiander (1496–1552, nf)
Carl von Ossietzky (1889–1938, nf)
Oswald von Wolkenstein (1377–1445, p)
Otfrid von Weißenburg (khoảng 800 – sau 870, p)
Emine Sevgi Özdamar (sinh 1946, f/nf)

## P
Oskar Panizza (1853–1921, d/f/p)
Franz von Papen (1879–1969, nf)
Harald Parigger (sinh 1953, nf/p/ch)
Jean Paul, bút danh của Johann Paul Friedrich Richter (1763–1825, f)
Erica Pedretti (sinh 1930, nf)
Annette Pehnt (sinh 1967, nf)
Ulrich Peltzer (sinh 1956, f)
Ernst Penzoldt (1892–1955, f)
Leo Perutz (1882–1957, f/nf)
Johann Heinrich Pestalozzi (1746–1827, f/nf)
Julius Petri (1868–1894, nf)
Ludwig Pfau (1821–1894, p/nf)
Anita Pichler (1948–1997, f/nf)
Karoline Pichler (1769–1843, f)
Heinz Piontek (1925–2003, p/nf)
Willibald Pirckheimer (1470–1530, nf)
August von Platen-Hallermünde, pseudonym August Graf von Platen (1796–1835, p/d)
Ulrich Plenzdorf (1934–2007, d/f)
Luise von Ploennies (1803–1872, p/d)
Johannes Praetorius, bút danh của Hans Schulz (1630–1680, nf)
Paula von Preradović (1887–1951, p/f/nf)
Otfried Preußler (1923–2013, ch)
Robert Prutz (1816–1872, p/nf/d)
Stanisław Przybyszewski (1868–1927, f/d/p)
Hermann von Pückler-Muskau (1785–1871, nf)

## R
Wilhelm Raabe (1831–1910, f)
Rabanus Maurus (khoảng 780–856, nf/p), hay còn gọi Rhabanus hoặc Hrabanus
Gottlieb Wilhelm Rabener (1714–1771, nf)
Wilhelm Rath (1897–1973, nf)
Ferdinand Raimund (1790–1836, d)
Karl Wilhelm Ramler (1725–1798, p)
Christoph Ransmayr (sinh 1954, nf/f)
Lutz Rathenow (sinh 1952, f/p/d)
Wolfgang Ratke (1571–1635, nf)
Sven Regener (born 1961, p/f)
Ruth Rehmann (1922–2016, f/d)
Marcel Reich-Ranicki (1920–2013, nf)
Uwe Reimer (1948–2004, nf)
Herbert Reinecker (1914–2007, f/d)
Reinmar von Hagenau (khoảng 1160/1170 – tiền-1210, p)
Reinmar von Zweter (khoảng 1225 – khoảng 1250, p)
Ludwig Rellstab (1799–1860, p/nf)
Erich Maria Remarque, bút danh của Erich Paul Remark (1898–1970, f/d/nf)
Joscha Remus (sinh 1958, nf/ch)
Lothar Rendulic (1897–1971, nf)
Sir John Retcliffe, bút danh của Hermann Goedsche (1815–1878, nf)
Johannes Reuchlin (1455–1522, nf)
Fritz Reuter (1810–1874, f/p)
Hans Peter Richter (1926–1993, ch/nf)
Hans Werner Richter (1908–1993, f/nf)
Frieda von Richthofen (1879–1956, nf), sau này là Frieda Lawrence
Brigitte Riebe (sinh 1953, f)
Rainer Maria Rilke (1875–1926, p/f)
Joachim Ringelnatz (1883–1934, p/nf)
Louise Rinser (1911–2002, f/nf/ch)
Johann Rist (1607–1667, p/d)
Robert Roberthin (1600–1648, p)
Charlotte Roche (sinh 1978, f)
Alexander Roda Roda, bút danh của Šandor Friedrich Rosenfeld (1872–1945, nf)
Peter Rosegger, bút danh của Roßegger (1843–1918, p/f)
Peter Rosei (sinh 1946, f/nf/ch)
Ernst Rosmer, bút danh của Elsa Bernstein (1866–1949, d/f/nf)
Johann Leonhard Rost (1688–1727, nf)
Eugen Roth (1895–1976, p)
Friederike Roth (sinh 1948, d)
Gerhard Roth (sinh 1942, f/d/nf)
Joseph Roth (1894–1939, f/nf)
Patrick Roth (sinh 1953, f/nf)
Stephan Ludwig Roth (1796–1849, nf)
Toni Rothmund (1877–1956, f/nf)
Friedrich Rückert (1788–1866, p/nf)
Rudolf von Ems (khoảng 1200 – khoảng 1253, p)

## S
Ferdinand von Saar (1833–1906, f/d/p)
Leopold von Sacher-Masoch (1836–1895, f/nf)
Hans Sachs (1494–1576, p/d)
Nelly Sachs (1891–1970, p/d)
Ernst von Salomon (1902–1972, nf)
Felix Salten, bút danh của Siegmund Salzmann (1869–1945, d/f/nf)
Christian Gotthilf Salzmann (1744–1811, nf)
Adolf Friedrich von Schack (1815–1894, p/nf)
Jakob Schaffner (1875–1944, f)
Rafik Schami (sinh 1946, f/nf)
Paul Scheerbart (1863–1915, f/nf/p)
Leopold Schefer (1784–1862, p/f)
Joseph Victor von Scheffel (1826–1886, p/f)
Johann Hermann Schein (1586–1630, p)
Johannes Scherr (1817–1886, f/nf)
Emanuel Schikaneder (1751–1812, d/p/f)
Friedrich Schiller (1759–1805, d/p/nf)
Roland Schimmelpfennig (sinh 1967, d/f)
Baldur von Schirach (1907–1974, nf)
Johannes Schlaf (1862–1941, d/p)
August Wilhelm Schlegel (1767–1845, p/nf)
Friedrich Schlegel (1772–1829, p/nf)
Johann Elias Schlegel (1719–1749, nf/p)
Bernhard Schlink (sinh 1944, f/nf)
Arno Schmidt (1914–1979, d)
Michael Schmidt-Salomon (sinh 1967, nf/ch)
Elke Schmitter (sinh 1961, f/p)
Max Schneckenburger (1819–1849, p)
Louis Schneider (1805–1878, d/nf)
Reinhold Schneider (1903–1958, p/f)
Arthur Schnitzler (1862–1931, d/f/nf)
Wolfdietrich Schnurre (1920–1989, f/nf/ch)
Johanna Schopenhauer (1766–1838, nf/f)
Friedrich Ludwig Schröder (1744–1816, d)
Rainer M. Schröder (sinh 1951, f/ch)
Christian Friedrich Daniel Schubart (1739–1791, p/nf)
Levin Schücking (1814–1883, f/nf)
Franz Schuh (sinh 1947, f/nf)
Tony Schumacher (1848–1931, ch/nf)
Gustav Schwab (1792–1850, p/nf)
Werner Schwab (1958–1994, d)
Dietrich Schwanitz (1940–2004, f/nf)
Achim Schwarze (sinh 1958, nf)
Alice Schwarzer (sinh 1942, nf)
Kurt Schwitters (1887–1948, p/nf)
Charles Sealsfield, bút danh của Karl Anton Postl (1793–1864, f/nf)
W. G. Sebald (1944–2001, f/nf)
Anna Seghers, bút danh của Netty Radvanyi (1900–1983, f/nf)
Lutz Seiler (sinh 1963, p/f)
Franz Seldte (1882–1947, nf)
Walter Serner (1889–1942, f/nf)
Johann Gottfried Seume (1763–1810, nf/d/p)
Heinrich Seuse (khoảng 1300–1366, nf)
Dalal Khario (sinh khoảng 1997, nf)
Friedrich Sieburg (1893–1964, nf)
Johannes Mario Simmel (1924–2009, d/f)
Karl Simrock (1802–1876, nf)
Curt Siodmak (1902–2000, f/d)
Johann Sithmann (1602–1666, nf)
Angela Sommer-Bodenburg (sinh 1948, ch)
Joseph von Sonnenfels (1733–1817, nf/f)
Jura Soyfer (1912–1939, nf), nạn nhân diệt chủng Quốc Xã
Manès Sperber (1905–1984, f/nf)
Hilde Spiel (1911–1990, f/nf)
Friedrich Spielhagen (1829–1911, f/nf)
Carl Spitteler (1845–1924, p)
Johanna Spyri (1827–1901, ch)
Arnold Stadler (sinh 1954, nf)
Albert Steffen (1884–1963, p/d/nf)
Angela Steinmüller (sinh 1941, nf/f)
Karlheinz Steinmüller (born 1950, nf/f)
Ginka Steinwachs, bút danh của Gisela Steinwachs (sinh 1942, d/f/nf)
Adolf Stern, bút danh của Adolf Ernst (1835–1907, nf/p)
Fritz Steuben, bút danh của Erhard Wittek (1898–1981, f)
Adalbert Stifter (1805–1868, f)
Julius Stinde (1841–1905, d/f/nf)
Max Stirner (1806–1856, nf)
Helene Stöcker (1869–1943, nf)
Christian zu Stolberg-Stolberg (1748–1821, p)
Theodor Storm (1817–1888, f/p)
August Stramm (1874–1915, p/d)
Botho Strauß (sinh 1944, d/f/nf)
Erwin Strittmatter (1912–1994, nf)
Eva Strittmatter (1930–2011, p/nf/ch)
Antje Rávic Strubel (sinh 1974, f/nf)
Julius Sturm (1816–1896, p)
Hermann Sudermann (1857–1928, d/f)
Patrick Süskind (sinh 1949, f/d)
Wilhelm Emanuel Süskind (1901–1970, nf)
Süßkind von Trimberg (1230–1300, p)
Martin Suter (sinh 1948, f/d)
Bertha von Suttner (1843–1914, f/nf)
Leonie Swann (sinh 1975, f)
Carmen Sylva, bút danh của Elisabeth, Nữ hoàng Romania (1843–1916, p/d/f)

## T
George Tabori (1914–2007, d/f)
Rudolf Tarnow (1867–1933, p/nf/ch)
Johannes Tauler (khoảng 1300–1361, nf)
Gerhard Tersteegen (1697–1769, nf/p)
Ludwig Thoma (1867–1921, f/nf/d)
Moritz August von Thummel (1738–1817, f/nf)
Harry Thürk (1927–2005, f/nf/ch)
Ludwig Tieck (1773–1853, p/f/nf)
Uwe Timm (sinh 1940, f)
Ernst Toller (1893–1939, d)
Friedrich Torberg, bút danh của Friedrich Kantor-Berg (1908–1979, f/nf)
Georg Trakl (1887–1914, p)
B. Traven (1882–1969, f)
Ilija Trojanow (sinh 1965, nf)
Kurt Tucholsky (1890–1935, nf/p/f)

## U
Ludwig Uhland (1787–1862, p/nf)
Regina Ullmann (1884–1961, p/nf)
Ulrich von Liechtenstein (khoảng 1198 – khoảng 1276, p)
Ulrich von Zatzikhofen (thế kỷ thứ 13, p)
Hermann Ungar (1893–1929, d/f)
Fritz von Unruh (1885–1970, d/p/f)
Johann Peter Uz (1720–1796, p)

## V
Joachim Vadianus, bút danh của Joachim von Watt (1484–1551, nf)
Karl Valentin, bút danh của Valentin Ludwig Fey (1882–1948, d/nf)
Jan Valtin (1905–1951, f)
Karl August Varnhagen von Ense (1785–1858, nf)
Rahel Varnhagen (1771–1833, nf)
Berthold Viertel (1885–1953, d)
Friedrich Theodor Vischer (1807–1887, f/p/d)
Johann Heinrich Voss (1751–1826, p/nf)
Richard Voss (1851–1918, d/f)
Christian August Vulpius (1762–1827, f/d)

## W
Wilhelm Heinrich Wackenroder (1773–1798, nf)
Heinrich Leopold Wagner (1747–1779, d)
Jan Costin Wagner (sinh 1972, f)
Siegfried Wagner (1869–1930, d)
Wilhelm Waiblinger (1804–1830, p/f)
Walahfrid Strabo (khoảng 810–849, nf/p)
Max Waldau (1821 hoặc 1825–1855, p/f)
Herwarth Walden, bút danh của Georg Lewin (1878–1941, nf)
Martin Walser (sinh 1927, nf/f)
Robert Walser (1878–1956, f/nf)
Walther von der Vogelweide (khoảng 1170 – khoảng 1230, p)
Maxie Wander (1933–1977, f)
Gustav von Wangenheim (1895–1975, d)
Jakob Wassermann (1873–1934, f/p/nf)
Frank Wedekind (1864–1918, d)
Hermann von Wedderkop (1875–1956, nf/f)
Armin T. Wegner (1886–1978, nf)
Josef Magnus Wehner (1891–1973, d)
Wilhelm Weigand (1862–1949, p/f/nf)
Carsten Wieland (sinh 1971, nf)
Peter Weiss (1916–1982, d/f)
Wilhelm Weitling (1808–1871, nf)
Ehm Welk (1884–1966, d/nf/f)
Franz Werfel (1890–1945, f/d/p)
Benedikt Maria Leonhard von Werkmeister (1745–1823, nf)
Zacharias Werner (1768–1823, p/d/nf)
Christian Wernicke (1661–1725, p/d/nf)
Ignaz Heinrich von Wessenberg (1774–1860, nf/p)
Ernst Wiechert (1887–1950, f/p/nf)
Christoph Martin Wieland (1733–1813, p/f)
Adolf Wilbrandt (1837–1911, f/d)
Ernst von Wildenbruch (1845–1901, p/d)
Bruno Wille (1860–1928, nf)
Johann Joachim Winckelmann (1717–1768, nf)
Eugen Gottlob Winkler (1912–1936, nf)
Heinrich Wittenwiler (khoảng 1370–1420, p)
Karl August Wittfogel (1896–1988, d/nf)
Gabriele Wohmann (1932–2015, f/p/d)
Christa Wolf (1929–2011, f/nf)
Friedrich Wolf (1888–1953, d/f/ch)
Julius Wolff (1834–1910, p/f)
Wolfram von Eschenbach (1170–1220, p)
Karl Wolfskehl (1869–1948, p/nf/d)
Hans Wollschläger (1935–2007, f/nf)
Ernst von Wolzogen (1855–1934, nf/f)
Paul Wühr (1927–2016, f/p/d)

## Y
Bahar Yilmaz (sinh 1984, nf)
Barbara Yelin (sinh 1977, nf/f)

## Z
Feridun Zaimoğlu (sinh 1964, f/nf)
Joseph Christian von Zedlitz (1790–1862, d/p/nf)
Eva Zeller (1923–2022, p/f)
Nikolaus Ludwig von Zinzendorf (1700–1760, nf/p)
Kathinka Zitz-Halein (1801–1877, p/f)
Johann Heinrich Daniel Zschokke (1771–1848, nf/f)
Karl Zuchardt (1887–1968, f)
Carl Zuckmayer (1896–1977, d)
Unica Zürn (1916–1970, p)
Arnold Zweig (1887–1968, nf)
Stefan Zweig (1881–1942, f/d/nf)
Stefanie Zweig (1932–2014, f/ch/nf)
Jan Zweyer, bút danh của Rüdiger Richartz (sinh 1953, nf)
Hans von Zwiedineck-Südenhorst (1845–1906, nf)